# Club Atlético San Telmo
O Club Atlético San Telmo é um clube esportivo argentino sediado no bairro da Isla Maciel, em Dock Sud, Partido de Avellaneda. Foi fundado em 5 de março de 1904 e atualmente disputa a Primera C, quarta divisão do futebol argentino.
Apesar do futebol ser o principal esporte da instituição, o San Telmo desenvolve outras atividades. O basquete, o handebol, o hóquei na grama e o vôlei também são praticados pelo clube da Isla Maciel.

## História
Começou sua participação no futebol em 1916, ano em que ingressou na Segunda Divisão da Asociación Argentina de Football, conseguindo o acesso à División Intermedia na mesma temporada.
O clube teve problemas econômicos em 1933 e teve que encerrar suas atividades. A agremiação foi refundada no dia 17 de outubro de 1942, afiliando-se no ano seguinte à AFA.
Apesar do futebol ser o principal esporte da instituição, o San Telmo desenvolve outras atividades. O basquete, o handebol, o hóquei na grama e o vôlei também são praticados pelo clube da Isla Maciel.

## Rivalidade
O grande rival do San Telmo é o Dock Sud. Candomberos e Inundados fazem um dos clássicos mais tradicionais do futebol de acesso da Argentina. A atmosfera do duelo é de tensão, já que ambas as "barra-bravas" se envolveram em graves incidentes. 

## Títulos

### Torneios nacionais
- Segunda divisão: 1 (1916)
- Terceira divisão: 3 (1949, 1956, 1961)
- Quarta divisão: 1 (2015)

## Uniforme
- Uniforme titular: Camisa com listras azul-escuras e  celestes, calção azul-escuro e meias azul-escuro;
- Uniforme reserva: Camisa branca , calção branco e meias brancas.

## Links
- Site oficial do San Telmo (em castelhano)